# Ségrie-Fontaine
Ségrie-Fontaine è un comune francese di 414 abitanti situato nel dipartimento dell'Orne nella regione della Normandia.

## Società

### Evoluzione demografica
Abitanti censiti